# Sela pri Zajčjem Vrhu
Sela pri Zajčjem Vrhu este o localitate din comuna Novo mesto, Slovenia, cu o populație de 53 de locuitori.